# 金牛座13
金牛座13，又名BD+19 578，HD 23016、SAO 93557、HR 1126，是金牛座的一颗恒星，视星等为5.69，位于銀經169，銀緯-27.51，其B1900.0坐标为赤經3h 36m 32.8s，赤緯+19° -27.51′ 48″。